# Angela Felicia Botez
Angela Felicia Botez (Deva, 12 de agosto de 1943) es una filósofa rumana.

## Biografía
Asistió a la Facultad de Filosofía de la Universidad de Bucarest (1961-1963). Es doctora en filosofía desde 1978 con la tesis Modalități de cunoaștere a dinamicii științei [Formas de conocer la dinámica de la ciencia], defendida en el Instituto de Filosofía de la Academia Rumana.
Es investigadora científica principal en el Instituto de Filosofía de la Academia Rumana, miembro de las sociedades internacionales: GAP, 4S, EASST, IUHPS y en los consejos de las revistas Man and World (EE. UU.) y Appraisal (Inglaterra). Redactora jefa de Revistei de filosofie [Revista de philosophie] y Revue roumaine de philosophie [Revista rumana de filosofía].
Se ha especializado en filosofía de la ciencia, la epistemología, las ciencias cognitivas, historia de la filosofía en lengua inglesa, la historia de la filosofía rumana y la filosofía posmoderna.

## Libros publicados
- La dialéctica del crecimiento de la ciencia: un enfoque epistemológico, 1980.
- Heurística y Estructura en la Ciencia, 1978.
- Revolución y Creación, 1983.
- Luciano Blaga. Conocimiento y Creación , 1987.
- Metamorfosis actuales en la filosofía de la ciencia, 1988.
- Simetría y Asimetría en el Universo, 1992.
- Realismo y relativismo, 1993.
- Filosofía de la mente. Intencionalidad y experimentación , 1996.
- La dimensión metafísica de la obra de Lucian Blaga, 1996.
- Conceptos integradores antiguos, modernos y posmodernos, 1997.
- Filósofos británicos a finales del siglo XX, 2000.
- Siete viajes filosóficos en Gran Bretaña, 2002.
- Filosofía de la Conciencia y las Ciencias Cognitivas, 2002.
- Filosofía en el paradigma de la cultura británica, 2004.
- Arquitectura del sistema Blagian y conceptos integradores, 2004.
- Revista de Filosofía a los 80 años, 2004.
- Un siglo de filosofía rumana, 2005.
- Lucian Blaga - confluencias filosóficas en una perspectiva cultural, 2007.

## Traducciones
W. Newton Smith, Roger Trigg, Calvin O. Schrag, Ted Honderich, I. Niiniluoto.